# Perry Rhodan

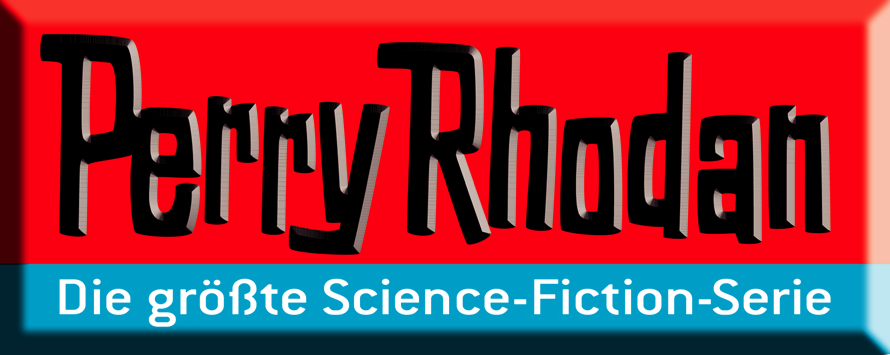
«Perry Rhodan:
La mejor serie de CF»

Perry Rhodan es el título de una popular franquicia de libros de ciencia ficción del género space opera publicada desde 1961 en Alemania. Escrito desde 1961  por un equipo de autores que se alternan, Perry Rhodan es una publicación semanal en formato de novela de tradición germánica (Heftroman), un tipo de publicación semejante a una revista pulp. La serie fue creada en 1961 por K. H. Scheer y Clark Darlton; inicialmente concebida para ser una trilogía, sobrepasó el número de 2.320 novelas en 2006. Habiendo vendido aproximadamente dos mil millones de ejemplares (en formato de novela corta) en todo el mundo (incluyendo más de mil millones solo en Alemania), es la serie de libros de ciencia ficción de mayor éxito jamás escrita. Los primeros mil millones de ventas mundiales se celebraron en 1986. La serie ha dado lugar a cómics, radioteatro, videojuegos y similares. En 2011 se lanzó un reinicio, Perry Rhodan NEO, que comenzó a publicarse en inglés a partir de abril de 2021.
Si bien los críticos del género estadounidenses habitualmente critican negativamente la serie, las décadas de éxito comercial han convertido esta serie en un fenómeno. Perry Rhodan muestra una crítica feroz a la realidad actual, remitiéndose durante los años 1960 a la Guerra Fría, en los años 1970 al movimiento New Age y en los años 1980 al movimiento pacifista en las entrelineas de su trama.

## Historia

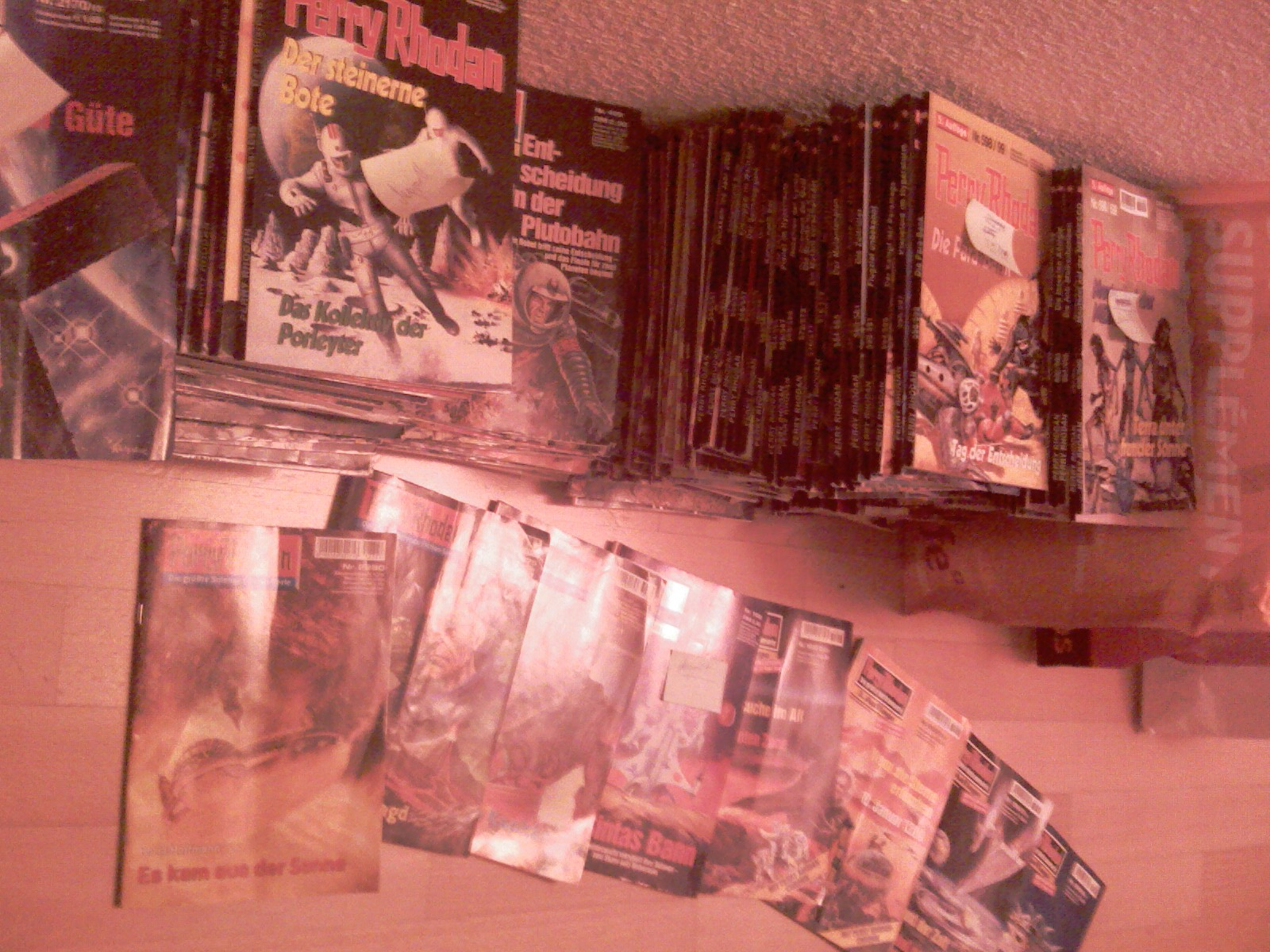
Colección de Perry Rhodan.

Perry Rhodan, der Erbe des Universums (en español: "El heredero del Universo", aunque las ediciones estadounidenses y británicas utilizaron en su lugar el subtítulo "Señor de la Paz del Universo") fue creada por los autores alemanes de ciencia ficción K. H. Scheer y Walter Ernsting (bajo el pseudónimo de Clark Darlton) y lanzada en 1961 por la editorial alemana Arthur Moewig Verlag (ahora Pabel-Moewig Verlag). Originalmente fue planeada como una serie de 30 a 50 volúmenes, y se ha publicado continuamente cada semana desde entonces, celebrando el número 3000 en 2019. Escrita por un equipo de autores siempre cambiante, muchos de los cuales, sin embargo, permanecieron en la serie durante décadas o de por vida, Perry Rhodan se publica en entregas semanales de tamaño de novela corta en el tradicional formato alemán de Heftroman (folleto pulp). A diferencia de la mayoría de los Heftromane alemanes, Perry Rhodan no consta de novelas inconexas, sino que es una serie con una línea argumental continua y cada vez más compleja, con frecuentes referencias retrospectivas a los acontecimientos. Además de su forma original de Heftroman, la serie aparece ahora también en tapas duras, libros de bolsillo, libros electrónicos, cómics y audiolibros.
A lo largo de las décadas también se han publicado tiras cómicas, numerosos coleccionables, varias enciclopedias, obras de teatro en audio, música inspirada, etc. La serie ha sido traducida parcialmente a varios idiomas. También dio lugar a la película de 1967 4...3...2...1...morte, que se considera tan terrible que muchos fans de la serie fingen que nunca existió.
Coincidiendo con el 50.º aniversario de la World Con, el 30 de septiembre de 2011, comenzó a publicarse una nueva serie llamada Perry Rhodan Neo, que atrae a nuevos lectores con un reinicio de la historia, comenzando en el año 2036 en lugar de 1971, y una línea argumental relacionada pero independiente. El 2 de abril de 2021, la editorial de novelas ligeras y manga J-Novel Club anunció Perry Rhodan NEO como título de lanzamiento de su nuevo sello J-Novel Pulp, lo que supone la primera publicación en inglés de nuevas series de Perry Rhodan en más de 20 años.

## Resumen

### Premisa
La historia comienza en 1971. Durante el primer alunizaje humano realizado por el comandante de la fuerza espacial estadounidense Perry Rhodan y su tripulación, descubren una nave espacial extraterrestre abandonada del planeta ficticio Arkon, situado en el (real) Cúmulo de Hércules. Apropiándose de la tecnología arkónida, proceden a unificar Terra y a forjar un lugar para la humanidad en la galaxia y el cosmos. Dos de los logros que les permiten hacerlo son los cerebros positrónicos y los motores de las naves estelares para la translación hiperespacial casi instantánea. Estos elementos fueron tomados directamente de la ciencia ficción de Isaac Asimov.
A medida que avanza la serie, personajes principales, entre ellos el que da título a la serie, adquieren una relativa inmortalidad. Son inmunes a la edad y la enfermedad, pero no a la muerte violenta. La historia continúa a lo largo de milenios e incluye flashbacks de eventos miles e incluso millones de años en el pasado. El ámbito se amplía para abarcar otras galaxias, regiones del espacio aún más remotas, universos paralelos y estructuras cósmicas, viajes en el tiempo, poderes paranormales, una variedad de alienígenas que van desde los amenazantes hasta lo entrañables, y entidades sin cuerpo, algunas de las cuales tienen poderes divinos.

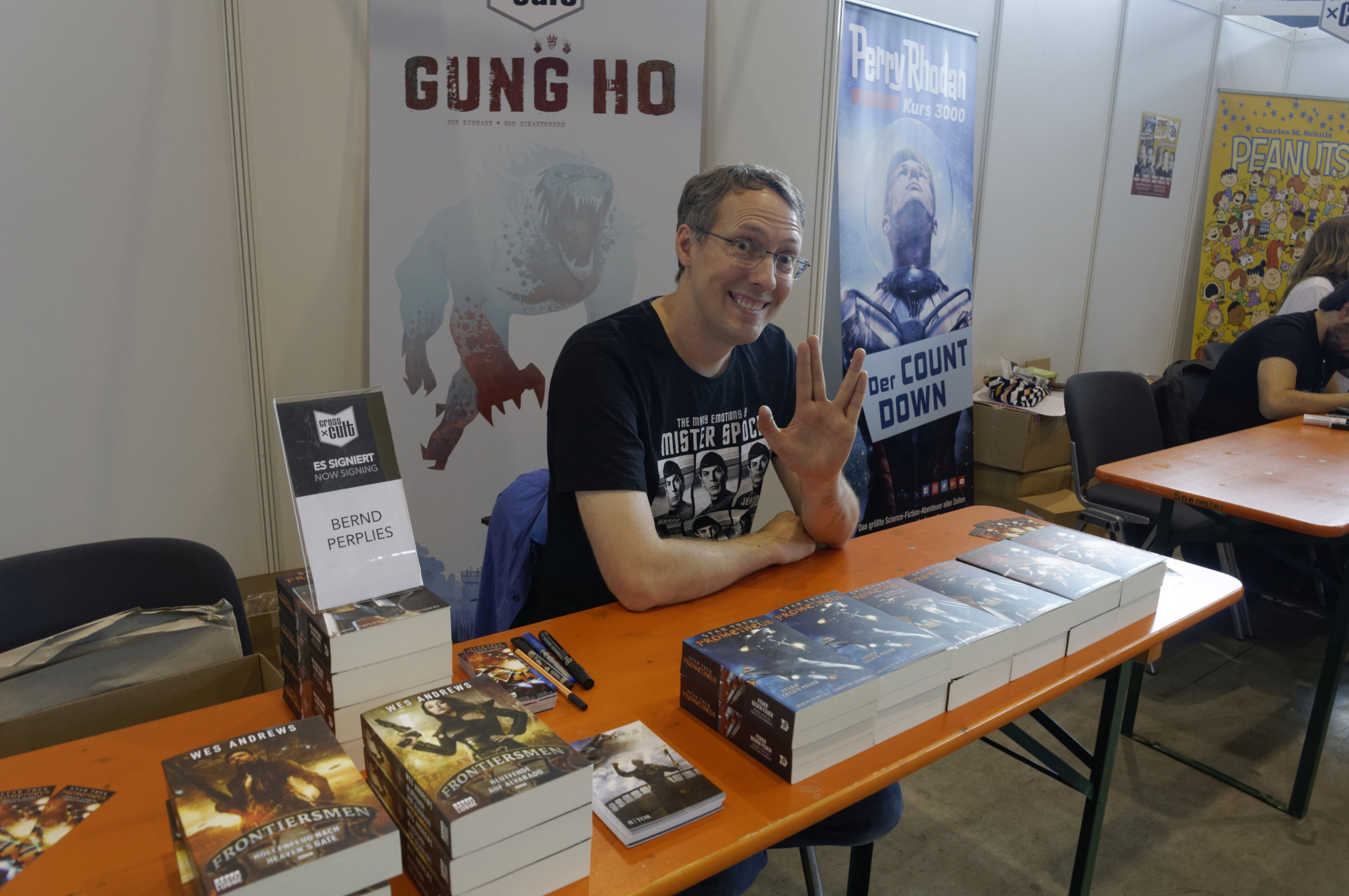
El escritor Bernd Perplies en la edición del 2017 de la Comic Con Stuttgart o Comic Con Germany